# مومبين كروشو
مومبين كروشو هي مدينة من مدن هايتي. يبلغ عدد سكانها 25,113 نسمة وذلك حسب إحصائيات سنة 2003. يبلغ ارتفاع المدينة عن سطح البحر قرابة 583 متر.